# La Carrandella
La Carrandella o Ca l'Esteve dels Clots és una masia del poble de la Coma, al municipi de la Coma i la Pedra, a la Vall de Lord (Solsonès).